# Langenheim (Petersaurach)
Langenheim ist ein Gemeindeteil der Gemeinde Petersaurach im Landkreis Ansbach (Mittelfranken, Bayern). Langenheim liegt in der Gemarkung Herpersdorf.

## Geografie
Der Ort liegt inmitten des Lichtenauer Forstes. Im Süden entspringt das Dorfbächlein, der ein linker Zufluss der Fränkischen Rezat ist. Ein Anliegerweg führt nach Wicklesgreuth zu einer Ortsstraße (0,3 km nordöstlich), die zur Kreisstraße AN 10 (0,4 km südöstlich) bzw. zur Bundesstraße 14 (0,7 km nördlich) führt.

## Geschichte
Im Jahr 1938 entstand der Flugplatz Katterbach der deutschen Wehrmacht. Im Zusammenhang mit dem Flugplatz wurde im selben Jahr auf dem Gemeindegebiet von Herpersdorf eine Fabrikhalle mit dazugehörigem Wohnhaus gebaut, dem heutigen Langenheim. In der Anlage wurden ursprünglich Flugzeugmotoren gewartet und repariert. Nach dem Zweiten Weltkrieg diente die Fabrik als Auffanglager für vertriebene Deutsche aus dem Osten Europas. Im August 1948 kamen die ersten Flüchtlinge aus Langendorf im Böhmerwald. Diese benannten die Siedlung „Langenheim“, offiziell galt sie jedoch als Teil von Wicklesgreuth. Zwischenzeitlich wohnten bis zu 300 Menschen in dieser Siedlung. Am 25. Februar 1970 machte die Regierung von Mittelfranken Langenheim zu einem amtlich benannten Gemeindeteil. Bis zur Gebietsreform in Bayern wurde die Siedlung von der Gemeinde Herpersdorf verwaltet. Mit der Auflösung der Gemeinde am 31. Dezember 1971 wurde Langenheim nach Petersaurach eingegliedert.

## Einwohnerentwicklung
| Jahr        | 1970 | 1987 | 2004 |
| Einwohner   | 98   | 9    | 7    |
| Wohngebäude |      | 1    |      |

## Wirtschaft
Anfang der 1950er Jahre bezog die in den 1930er Jahren in Leipzig gegründete Farbenfirma Busch & Co. dort ihren Firmensitz. Das Unternehmen hat heute mehrere Niederlassungen in Deutschland mit ca. 130 Mitarbeitern, wovon die Hälfte in der Zentrale in Langenheim beschäftigt ist. Die Fabrik ist Sponsor des Fußballvereins FC Cobra Wicklesgreuth.

## Religion
Die Einwohner evangelisch-lutherischer Konfession sind nach St. Peter (Petersaurach) gepfarrt, die Einwohner römisch-katholischer Konfession nach St. Franziskus (Neuendettelsau).